# Csonttollúfélék
A csonttollúfélék (Bombycillidae) a madarak osztályának verébalakúak (Passeriformes) rendjébe tartozó család.
Erdőkben élő, 20 centiméter körüli fajok tartoznak ide. Táplálékuk bogyók és rovarok.

## Rendszerezés
A családba az alábbi nem és 3 faj tartozik:
- Bombycilla (Vieillot, 1808) – 3 faj.
  - csonttollú (Bombycilla garrulus)
  - cédruscsonttollú (Bombycilla cedrorum)
  - amuri csonttollú (Bombycilla japonica)

|  |  |